# Erika Harbort

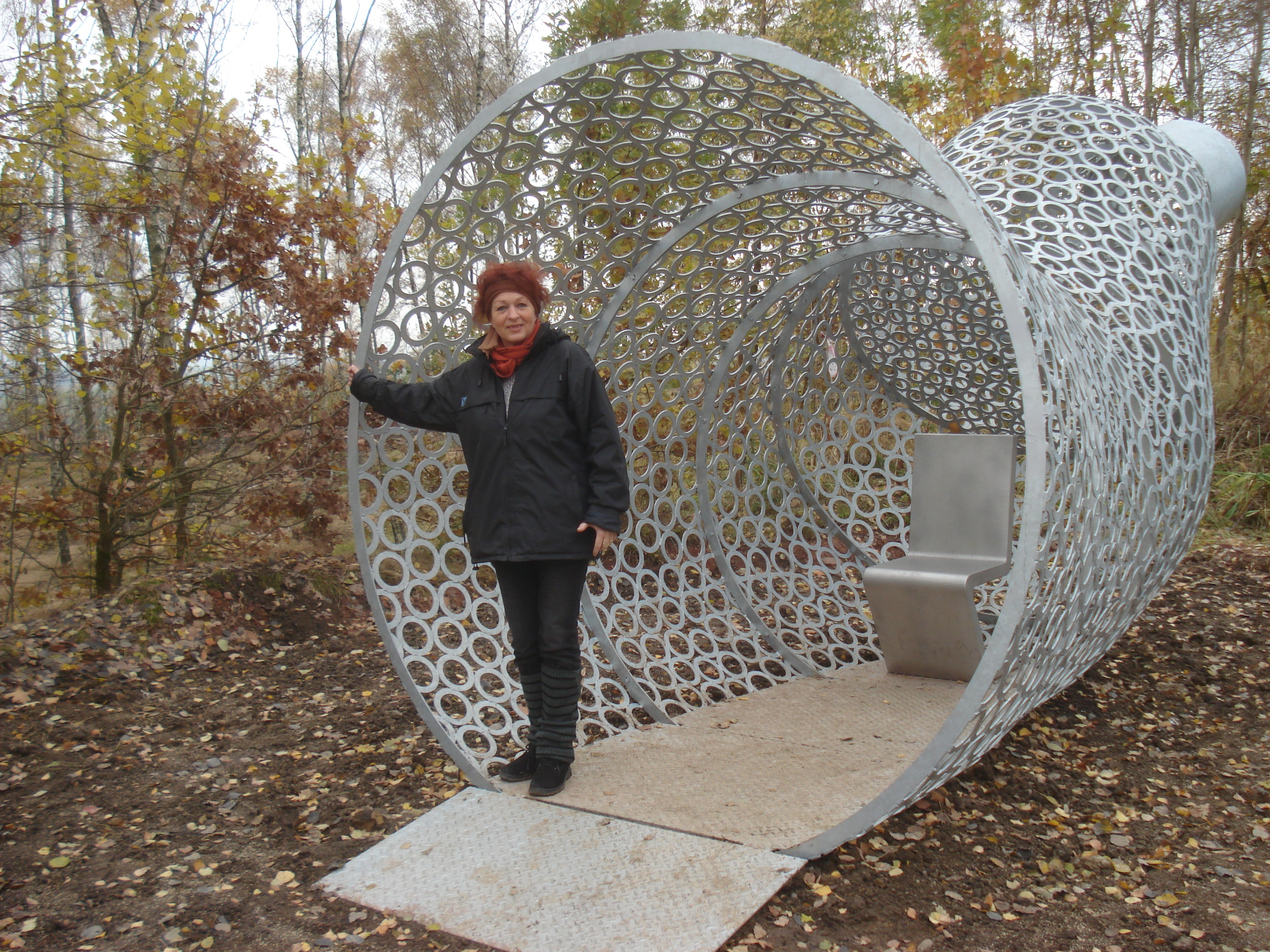
Erika Harbort vor ihrem Werk Wunderhorn in Oelsnitz im Erzgebirge

Erika Harbort (geborene Erika Decker; * 28. März 1954 in Karl-Marx-Stadt) ist eine deutsche Bildhauerin und Malerin.

## Leben und Ausbildung
Der Vater Erika Harborts war der Architekt Martin Decker. Ihre Mutter arbeitete als Sekretärin des Bundes der Architekten in Karl-Marx-Stadt.
Erika Decker besuchte von 1969 bis 1973 in Karl-Marx-Stadt die Karl-Marx-Oberschule (heute Georgius-Agricola-Gymnasium) und machte das Abitur mit Facharbeiterabschluss als Bauzeichnerin. Von 1974 bis 1975 macht sie eine Lehre als Steinbildhauerin in Dresden bei der Firma Elbe Naturstein. Von 1975 bis 1980 studierte sie bei Helmut Heinze und Gerd Jaeger Bildhauerei an der Hochschule für Bildende Künste Dresden.
Erika Harbort war ab 1980 in Karl-Marx-Stadt, ab 1984 in Zwickau und ab 1999 in Glauchau freischaffend als Künstlerin tätig. Dabei hatte sie von 1980 bis 1983 einen Fördervertrag. Sie war bis 1990 Mitglied des Verband Bildender Künstler der DDR.
Ab 1998 hatte Harbort in Griechenland auf der Insel Paros ihren zweiten Arbeitsplatz, wo sie intensiv mit dem Material Marmor arbeitete. Dort nahm sie auch an Wettbewerben teil und führte zahlreiche Ausstellungen durch. Sie lebt und arbeitet seither im Winter auf Paros und im Sommer in Glauchau.
1992 gründete sie eine Sommerakademie auf der Insel Rügen. In den Jahren 1994 bis 1995 hatte Harbort eine Honorardozentur für plastisches Gestalten an der Westsächsischen Hochschule Zwickau im Fachbereich Angewandte Kunst in Schneeberg. Von 1997 bis 1998 hatte sie eine Honorardozentur für grafisches Gestalten an der Fachhochschule Freital. In den 2010er Jahren hielt sie Bildhauerworkshops für Schulkinder ab.
Erika Harbort war mit dem Maler und Grafiker Alexander Matthes verheiratet. 2016 heiratete sie den Landschaftsgärtner und Landschaftsgestalter Ludwig Taeger.

## Arbeiten im öffentlichen Raum (Auswahl)
Erika Harbort fertigte als Bildhauerin großformatige Arbeiten aus Marmor, Stahl und Bronze. Zahlreiche Werke sind für den öffentlichen Raum entstanden. Ihre Gemälde und Grafiken begleiteten den bildhauerischen Prozess und ergänzten die Formfindung im dreidimensionalen Objekt. Zunehmend schuf sie Landschaftsstudien in Griechenland mit Tusche, Kohle und Acrylfarbe.
- Liegender, 1983, Bronze, Schwimmhalle Gablenz, Chemnitz ⊙
- Harlekin, 1987, Bronze, Puppentheater, Zwickau ⊙
- Brunnen der Freundschaft, 1989, Marmor, Bronze, Gemeinschaftsarbeit mit Jo. Harbort, Robert-Schumann-Platz, Zwickau ⊙
- Träumerei, 1997, Stein, Brauhaus Zwickau, seit 2005 Innenhof Hotel und Restaurant Alte Münze, Zwickau[8] ⊙
- Stein des Lebens, 1998, Brunnen im Eingangsbereich des Kreis-Krankenhauses Werdau ⊙
- Bergbau, 2000, Wandbild und Skulptur, Sparkasse Zwickau
- Musikanten und Narr, 2001, Brunnenanlage am Marktplatz Torgau ⊙
- Projekt InSicht, 2002, glasfaserverstärkter Beton, Brückenstraße, Chemnitz
- Schmetterlingsbaum,  Marmor, Botanischer Garten, Universität Leipzig ⊙
- Balance, 2007, Marmor, Heinrich-Braun-Krankenhaus, Zwickau ⊙
- Sitzender mit Taube, 2008, Bronze, Rudolf-Virchow-Krankenhaus, Glauchau ⊙
- Freiheits- und Einheitsdenkmal, 2011, Stadtzentrum, Zwickau ⊙
- Wunderhorn, 2012, Edelstahl, Deutschlandschachthalde, Oelsnitz/E.[9] ⊙

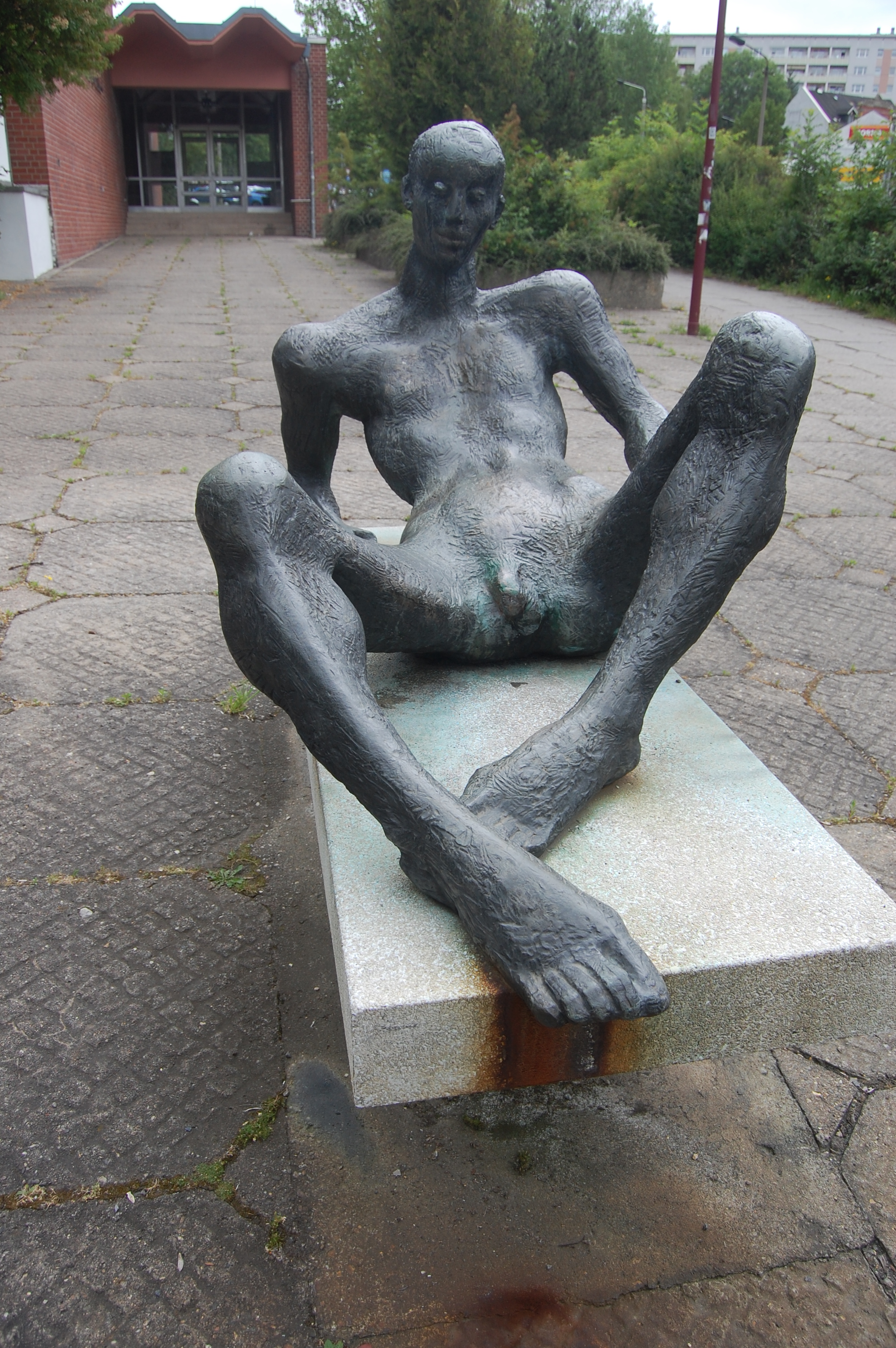
Liegender (1983), Chemnitz-Gablenz
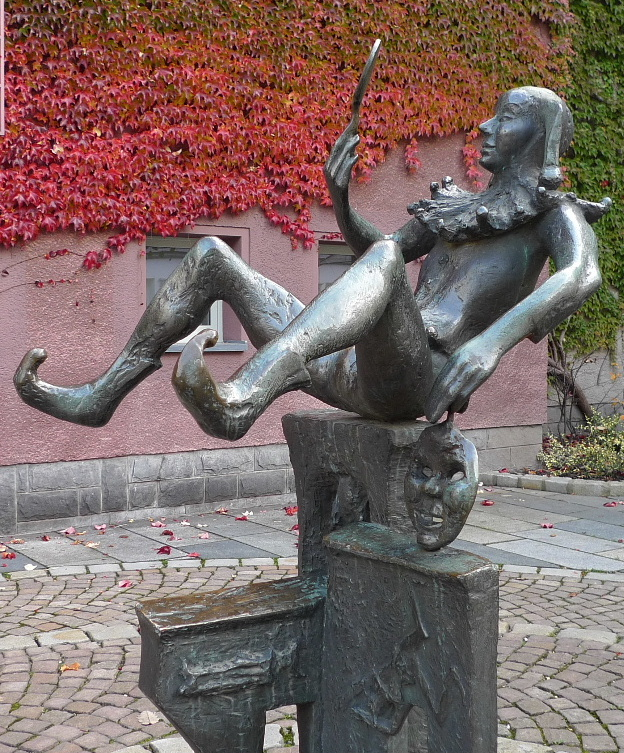
Harlekin (1987), Zwickau
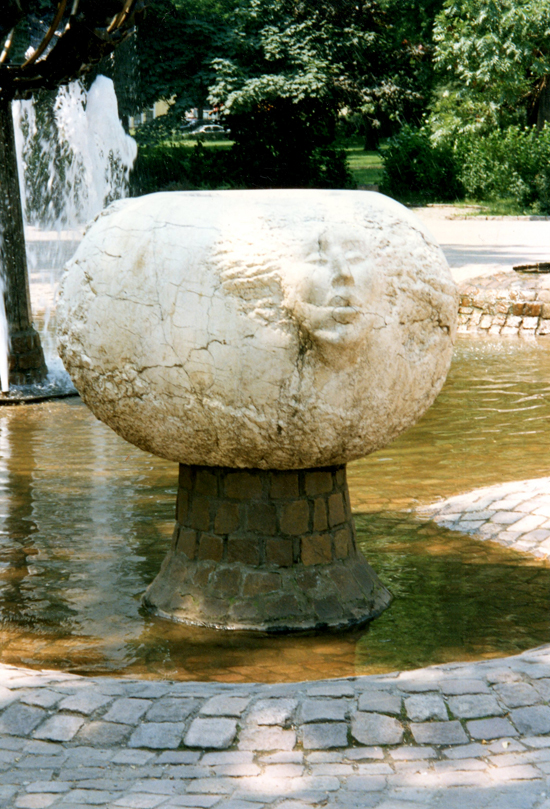
Brunnen der Freundschaft (1989), Zwickau
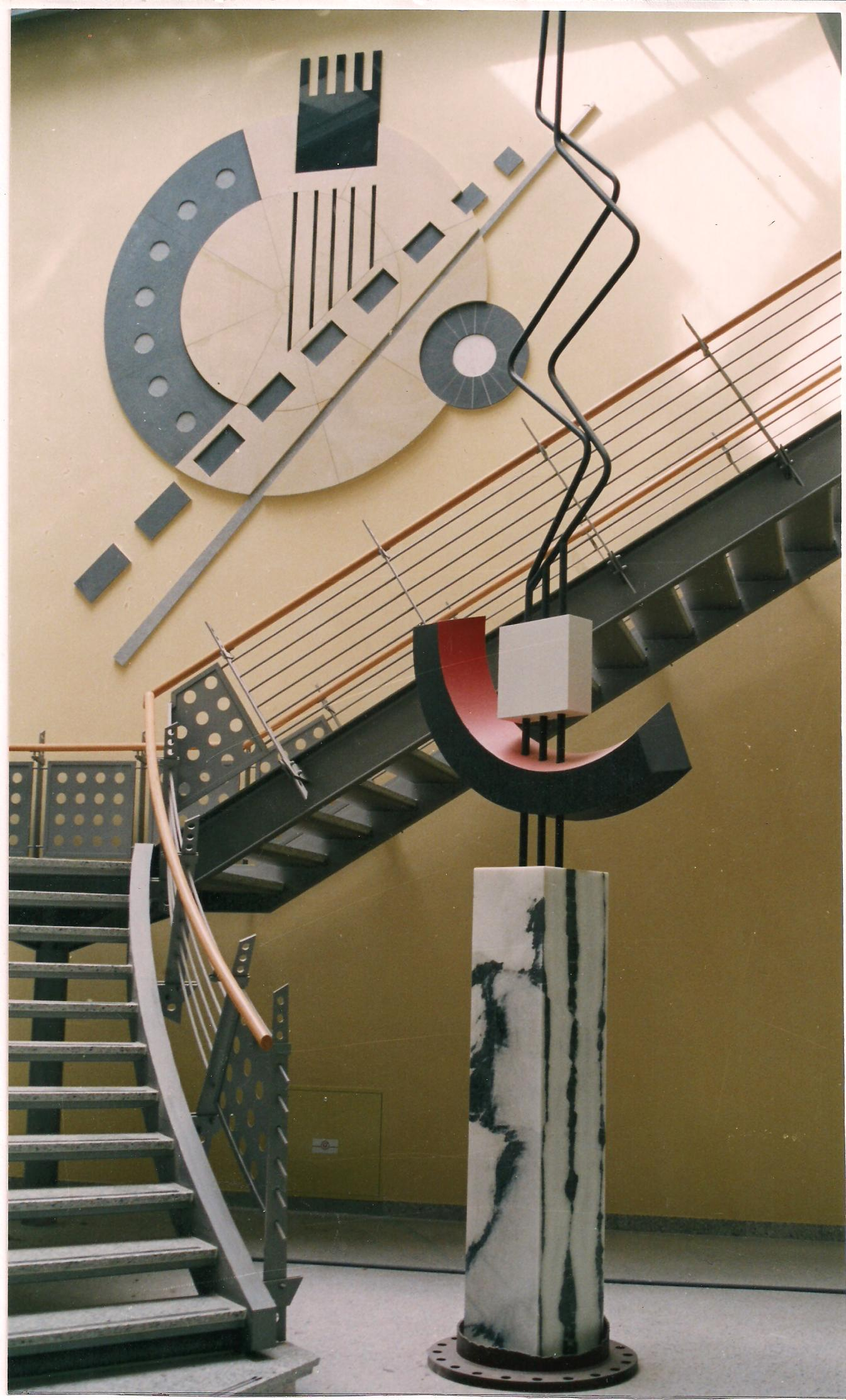
Bergbau (2000), Zwickau
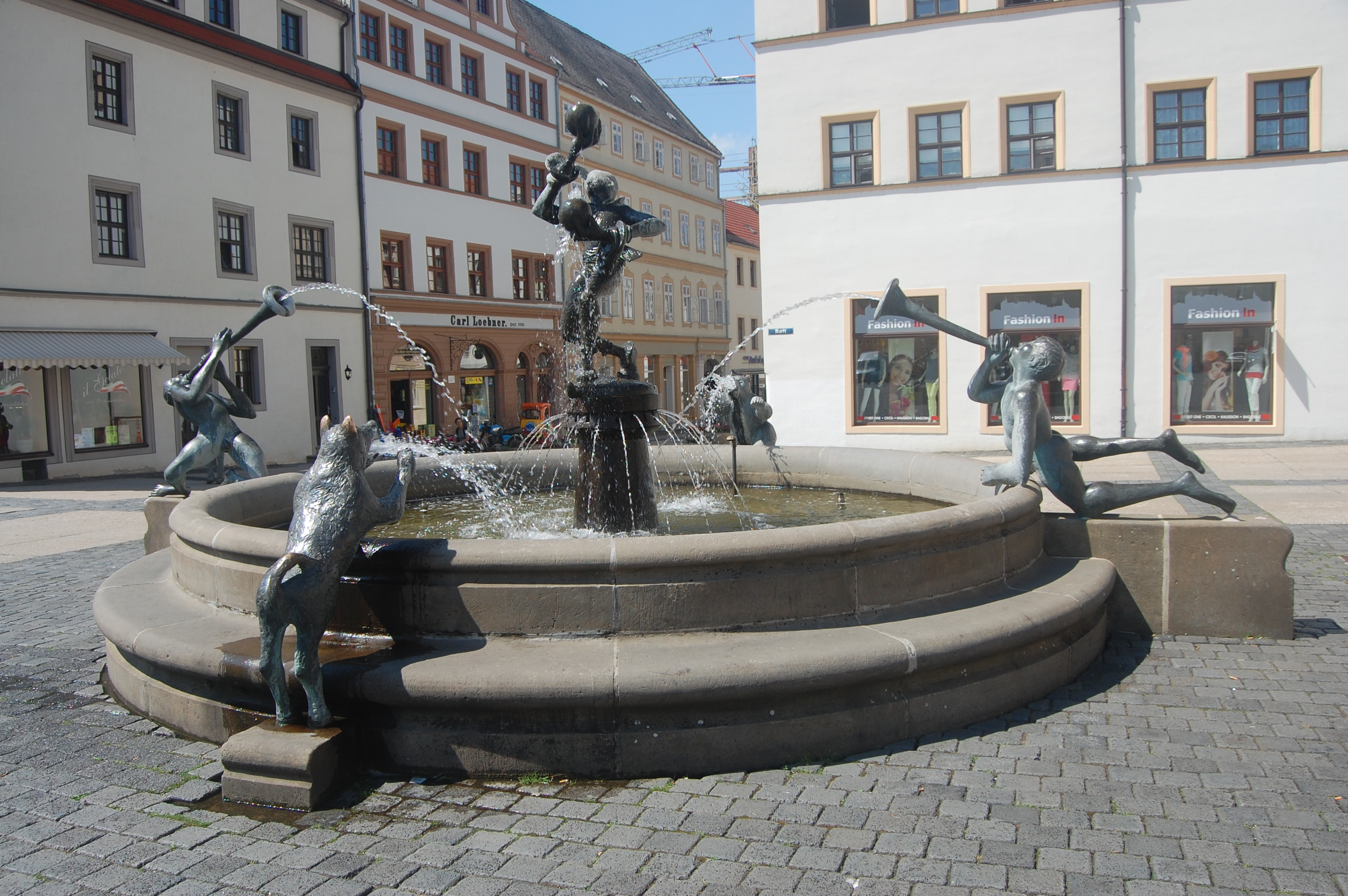
Musikanten und Narr (2001), Torgau
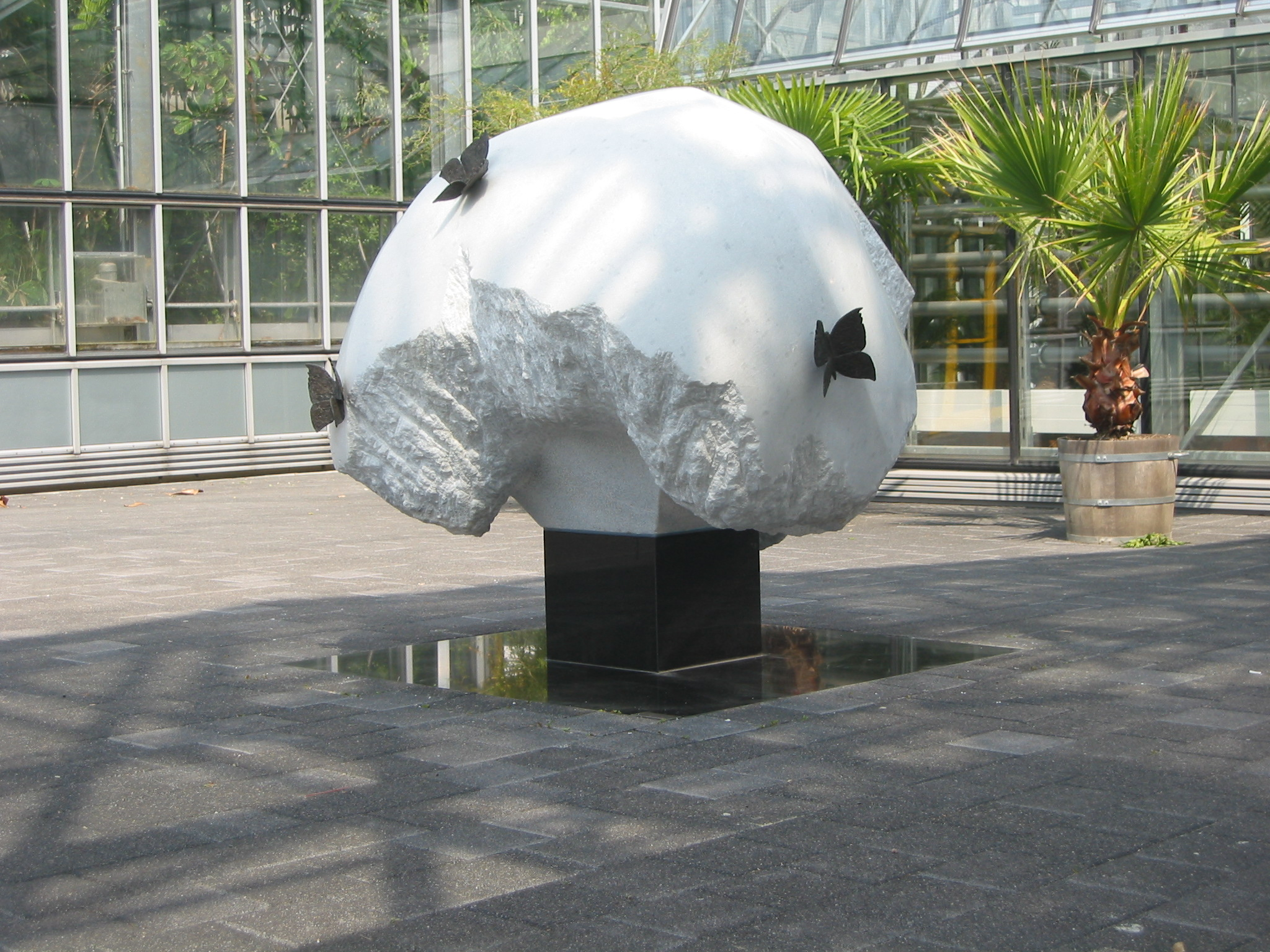
Schmetterlingsbaum (2006), Botanischer Garten Leipzig
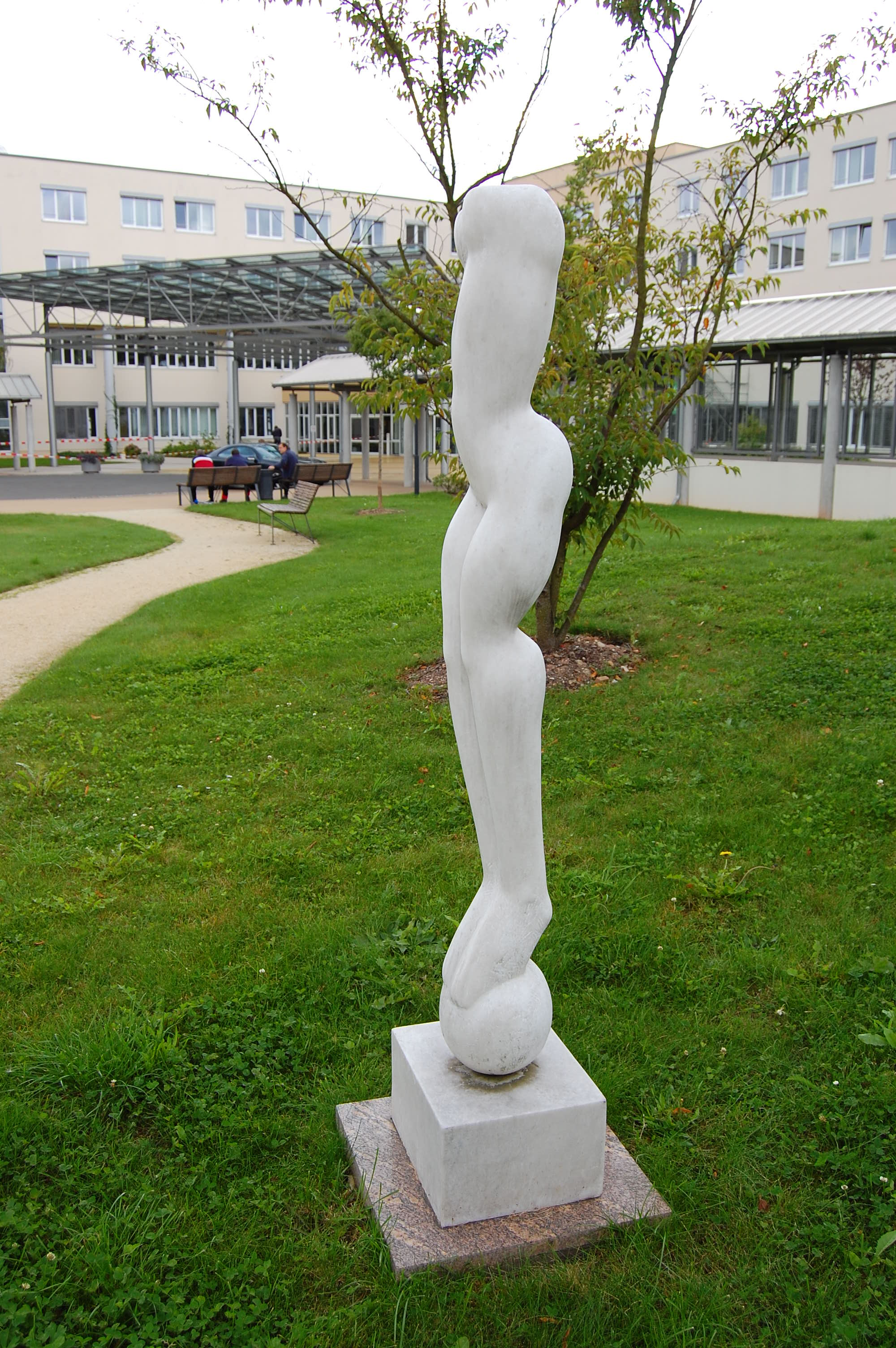
Balance (2007), Heinrich-Braun-Krankenhaus Zwickau
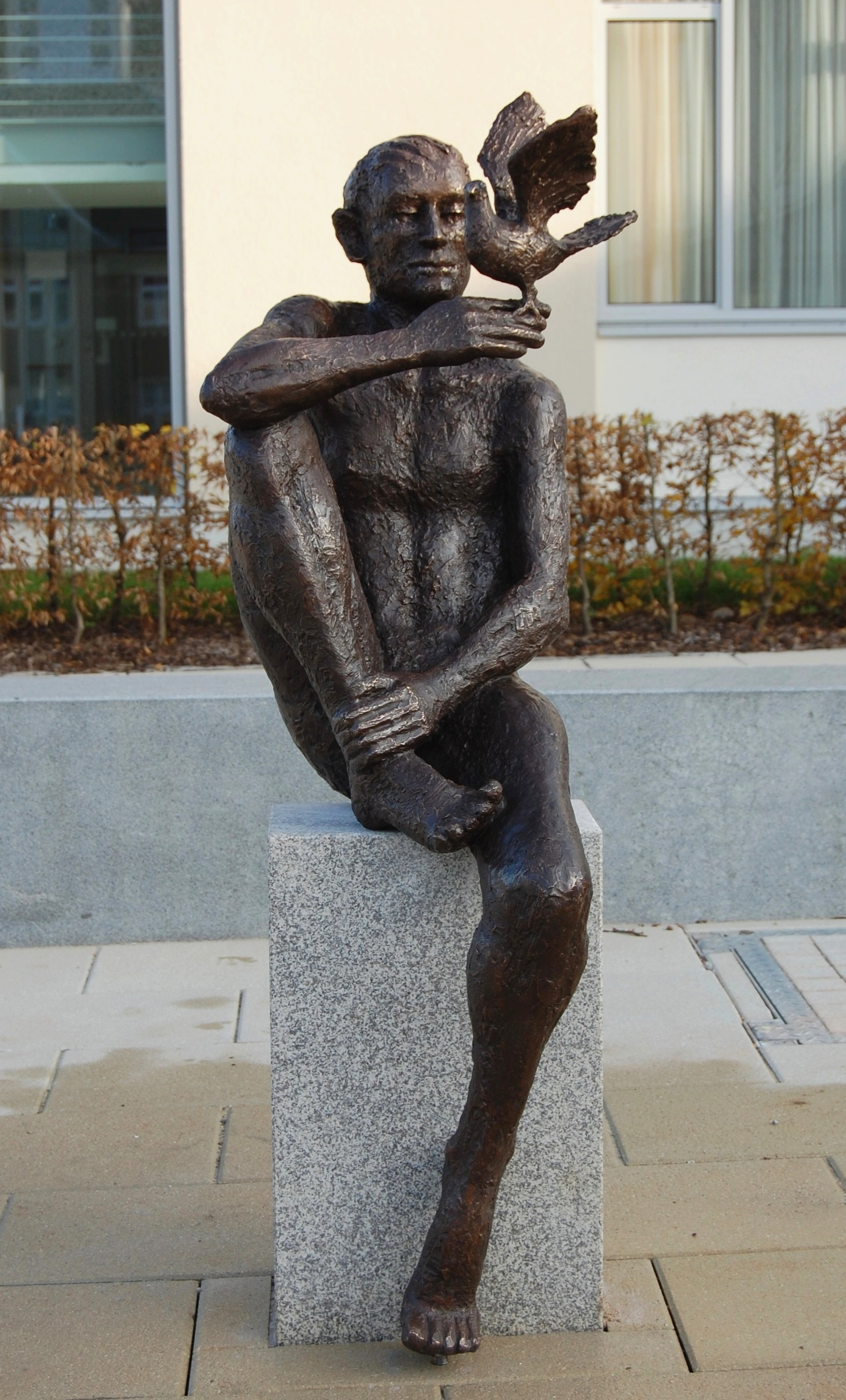
Sitzender mit Taube (2008), Rudolf-Virchow-Krankenhaus Glauchau
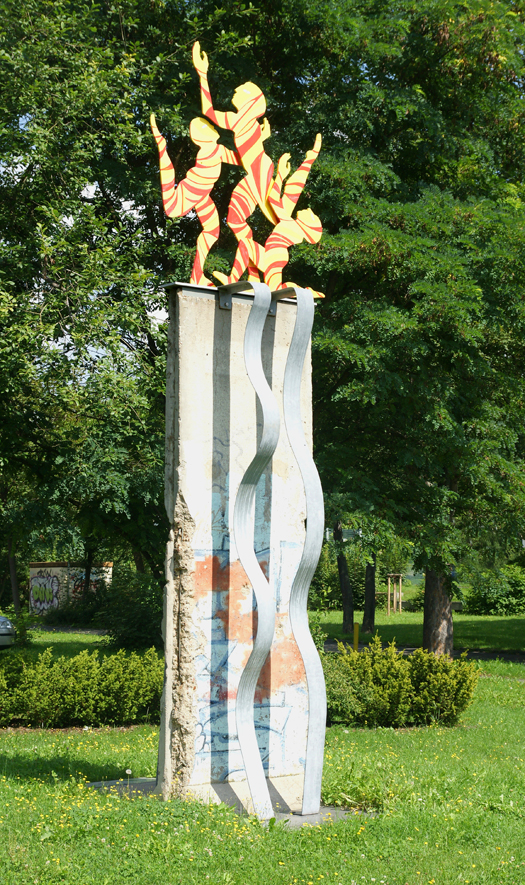
Freiheits- und Einheitsdenkmal (2011), Zwickau
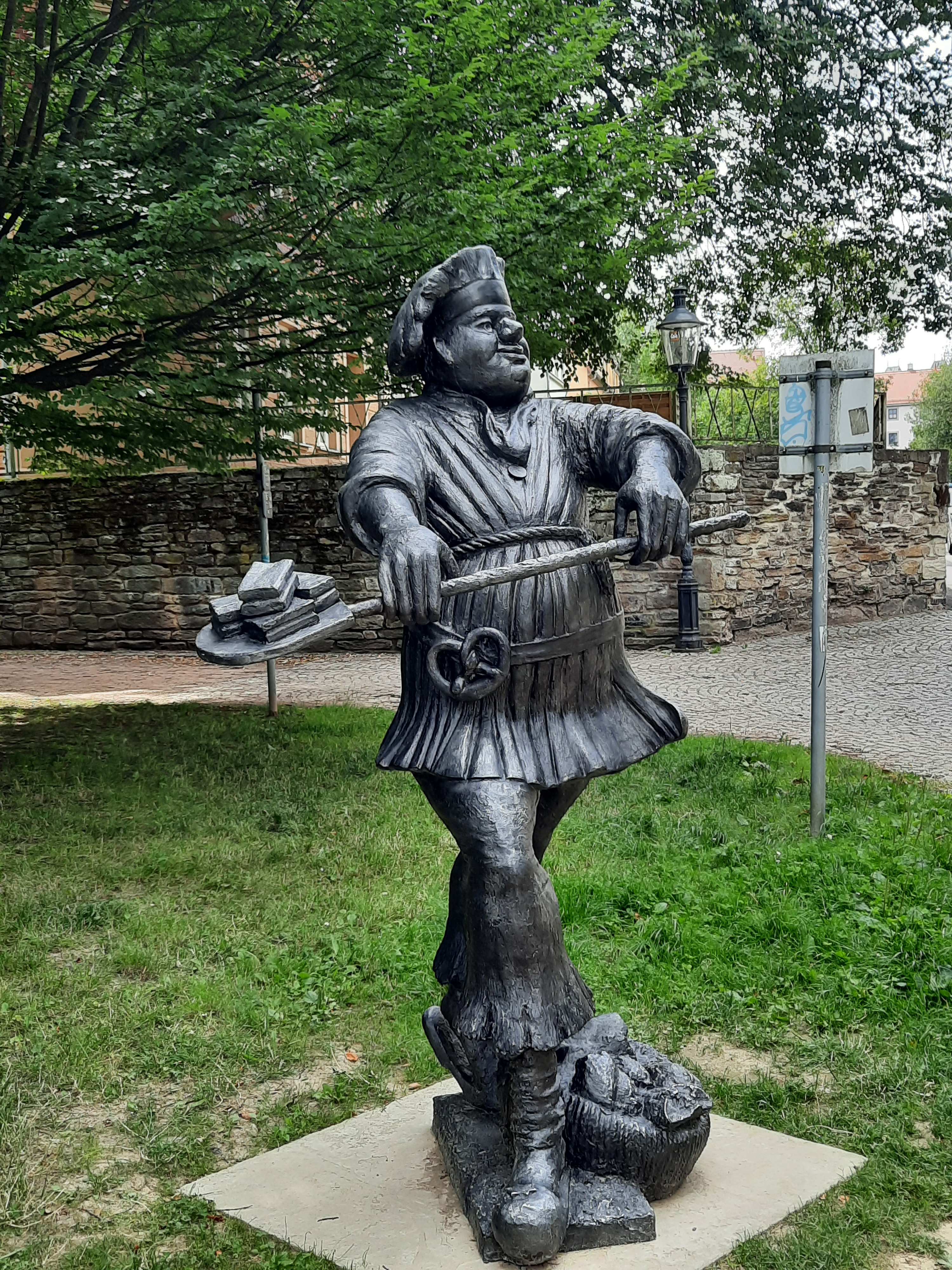
Bäcker (2022), Freiberg Ringmauer
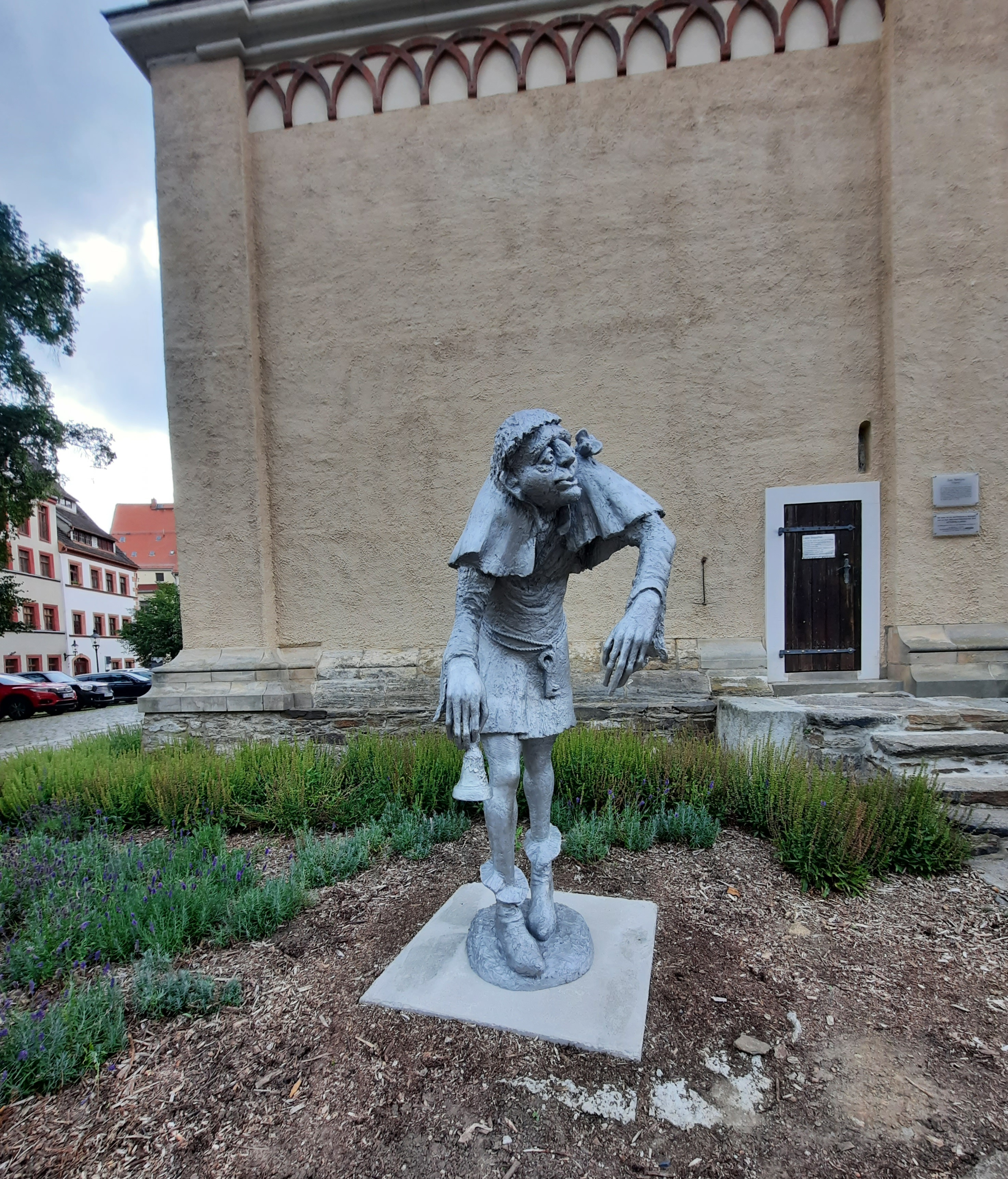
Türmer (2022), Freiberg Petrikirche Silberweg

## Ausstellungen (unvollständig)
- 1984/1985 Karl-Marx-Stadt, Städtisches Museum am Theaterplatz („Retrospektive 1945–1984. Bildende Kunst im Bezirk Karl-Marx-Stadt“)
- 1984: Berlin, Altes Museum („Junge Künstler der DDR“)
- 1985: Chemnitz, Galerie Schmidt-Rottluff (mit Jo Habort, Stephan Möller und Ulrike Rösner)
- 1986: Cottbus, Staatliche Kunstsammlung („Soldaten des Volkes – dem Frieden verpflichtet. Kunstausstellung zum 30. Jahrestag der Nationalen Volksarmee.“)
- 1987: Dresden, Galerie Rähnitzgasse („Wirklichkeit und Bildhauerzeichnung“)
- 1989: Kunstausstellung Berlin
- 1989: Chemnitz, Museum am Theaterplatz („Plastik. Bildhauer des Bezirkes Karl-Marx-Stadt“)
- 1989: Befindlichkeiten, Städtisches Museum Zwickau, Kuppelhallen
- 1989: Kleinplastikausstellung, Damaskus
- 1992: 6 Sächsinnen Frauenmuseum Bonn. Saitensprung Ein Projekt in Zusammenarbeit mit dem Städtischen Museum Zwickau
- 1992: Kubuskunsthalle Duisburg
- 1992: Art Femina USA
- 1992: 1. Dresdner Kunstmesse
- 1992: Künstlerinnen im Spiegel ihrer Zeit, Galerie am Domhof Zwickau
- 1994: Zeitblick Kunst aus Sachsen
- 1999: Projekt Archaik – Symbole – Zeichen gefördert vom Regierungspräsidium Chemnitz
- 2001: Projekt InSicht, Chemnitz[10][11]
- 2001: Tojamura Internationale Skulpturen-Bienale, Japan
- 2001: 2008[12], Galerie am Sachsenplatz, Leipzig
- 2001: Galerie Fünf Sinne, Halle[13]
- 2008: Paros[14]
- 2009: Art Figura, Schwarzenberg
- 2012: Neuer sächsischer Kunstverein Europäisches Zentrum Hellerau Dresden
- 2014: Balance, Museum Schloss Hinterglauchau
- 2016: Paros[15]
- 2017: Aphrodite und Landschaft, Laserzentrum der Hochschule Mittweida[16][17]
- 2018: Tanz auf dem Vulkan, Galerie am Domhof, Zwickau[18]
- 2019: Mediterrane Impressionen, Galerie im Alten Schloss, Weida[19]
- 2019: Art Kunst-Messe Dresden
- 2021: Neuer sächsischer Kunstverein Dresden, Japanisches Palais
- 2022: Kunstverein Art, Gluchowe

## Symposien und Pleinairs mit Stein (Auswahl)
- 1981: Leipzig, Leipziger Zoo, I. Internationales Leipziger Bildhauer-Pleinair.[20]

- 1994: Balduinstein[21]
- Leipzig
- 2010: Zwickau[22]
- Carrara (Italien)
- 2012: Waldenburg (Sachsen)[23]
- Limburg an der Lahn
- 2017: Abtsgmünd[24]
- 2014: Zwickau[25]
- 2015: Glauchau[26][27]
- 2021: Küchwaldbühne Chemnitz,  Pyür  Künstlercamp